# Finsterrot

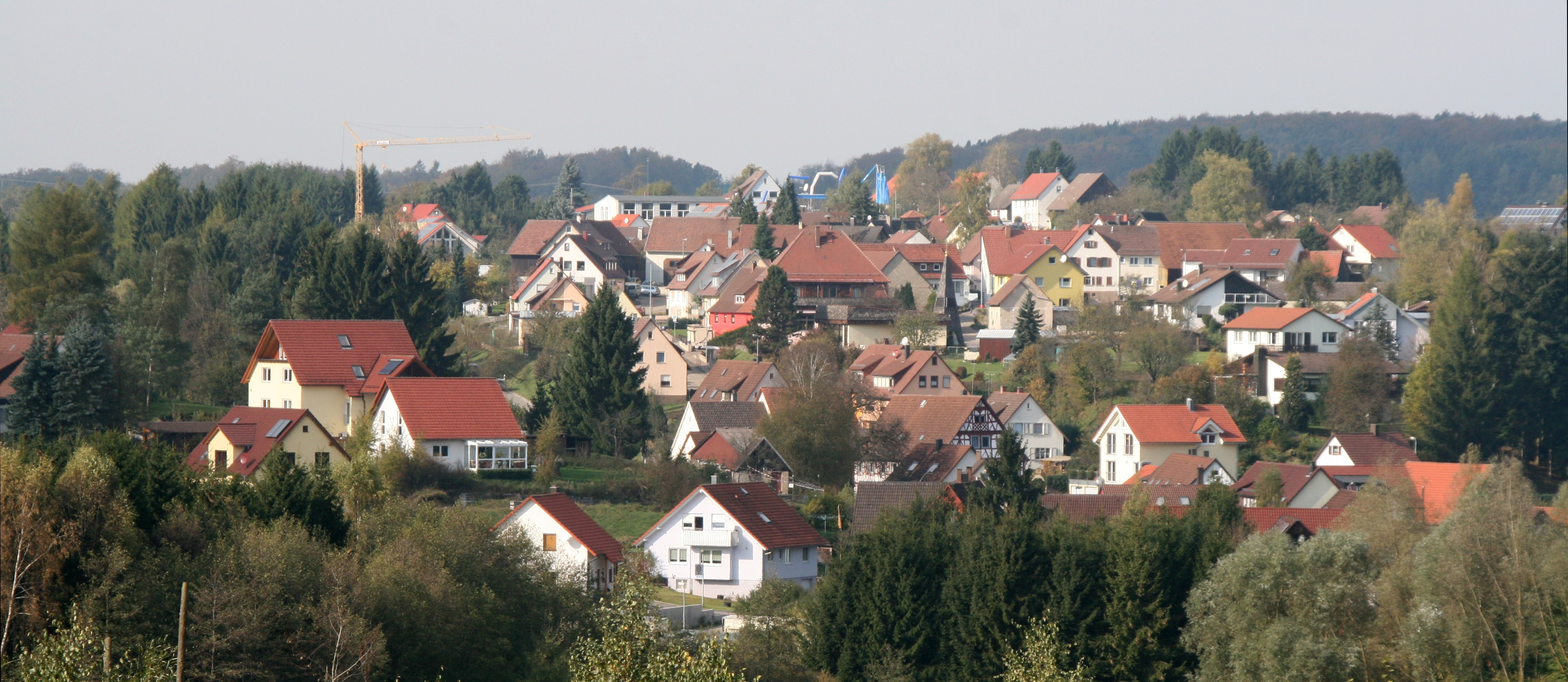
Finsterrot von Südosten

Finsterrot ist ein Ort und eine ehemals selbstständige Gemeinde, die 1974 zusammen mit den benachbarten Gemeinden Maienfels, Neuhütten und Wüstenrot zur neuen Einheitsgemeinde Wüstenrot im Landkreis Heilbronn im nordöstlichen Baden-Württemberg zusammengeschlossen wurde. Der Ort entstand vermutlich um 1500 als Rodungssiedlung bei einer Glashütte und hat heute rund 500 Einwohner.

## Geographie
Finsterrot, der östlichste der fünf Wüstenroter Ortsteile, liegt im Naturraum Schwäbisch-Fränkische Waldberge auf etwa 491 m ü. NN, etwa 1 km nördlich der Einmündung des Dachsbaches in den wenige Kilometer westlich entspringenden Kocher-Zufluss Rot. Die in mehrere Höhenrücken und Taleinschnitte gegliederte Gemarkung ließ eine geschlossene Bebauung nicht zu, sodass Finsterrot aus mehreren nahe beieinander liegenden Wohnplätzen besteht.
Der Hauptort liegt am westlichen Hang des Dachsbachtales und zum kleineren Teil auf der anschließenden Hochfläche. Weiter nördlich liegt der ursprünglich im Dachsbachtal als Mühlsee aufgestaute und heute als Bade- und Angelsee genutzte Finsterroter See, einer von mehreren Seen auf Finsterroter Gebiet. Südlich des Hauptortes fließen zwei kleinere Bäche dem Dachsbach von Westen zu und trennen zwei Höhenrücken ab. Auf dem südlichen, im Süden vom Rottal begrenzten dieser beiden Höhenrücken liegt der Wohnplatz Binsenhöfle, auf dem nördlichen der Wohnplatz Berg. Ein weiterer Wohnplatz namens Dörfle liegt weiter westlich an der Stelle, an der sich beide Höhenrücken vereinigen und in einer Ebene auslaufen. Berg und Dörfle wurden nach dem Zweiten Weltkrieg durch ein Neubaugebiet verbunden. Zwei Einzelgehöfte auf dem südlichen Höhenrücken und eine ehemalige Mahlmühle im unteren Dachsbachtal, südlich des Hauptortes, gehören ebenfalls zu Finsterrot.

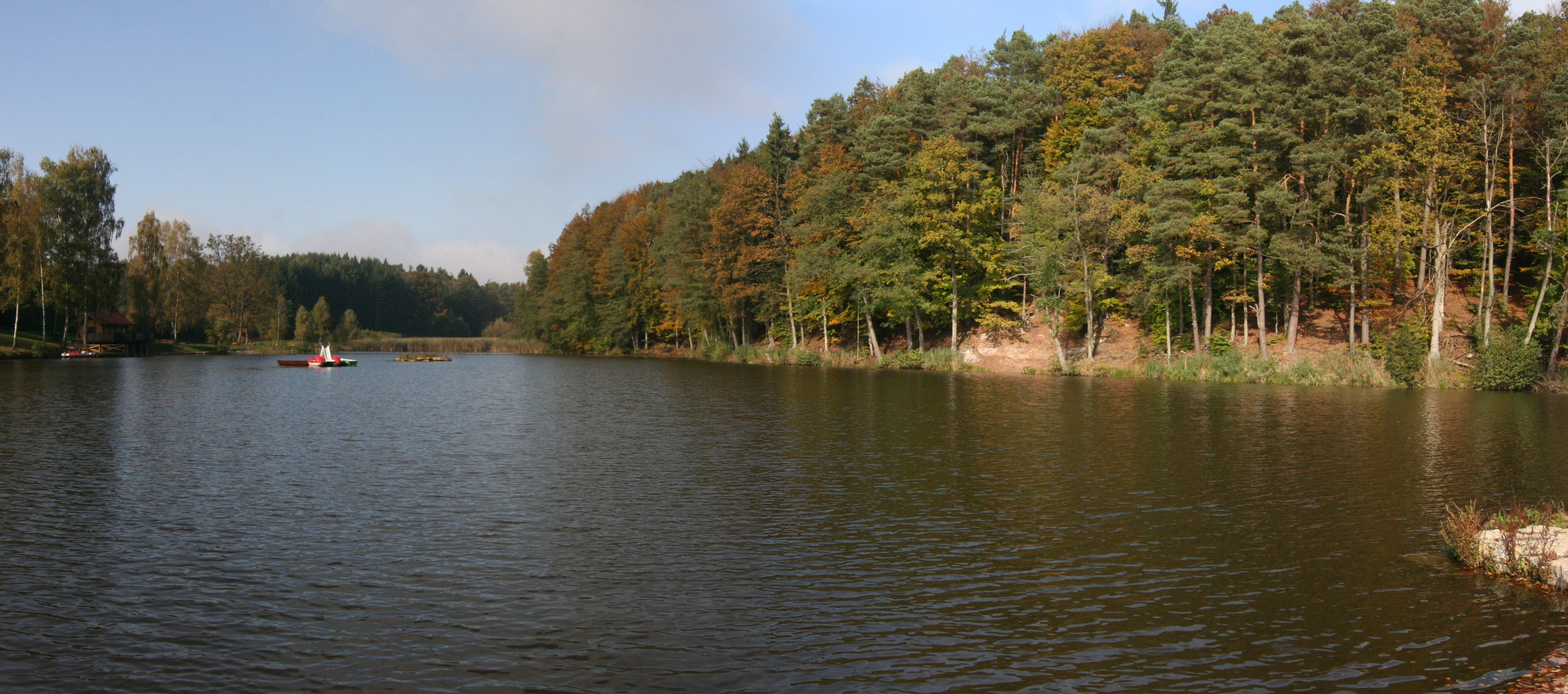
Der Finsterroter See

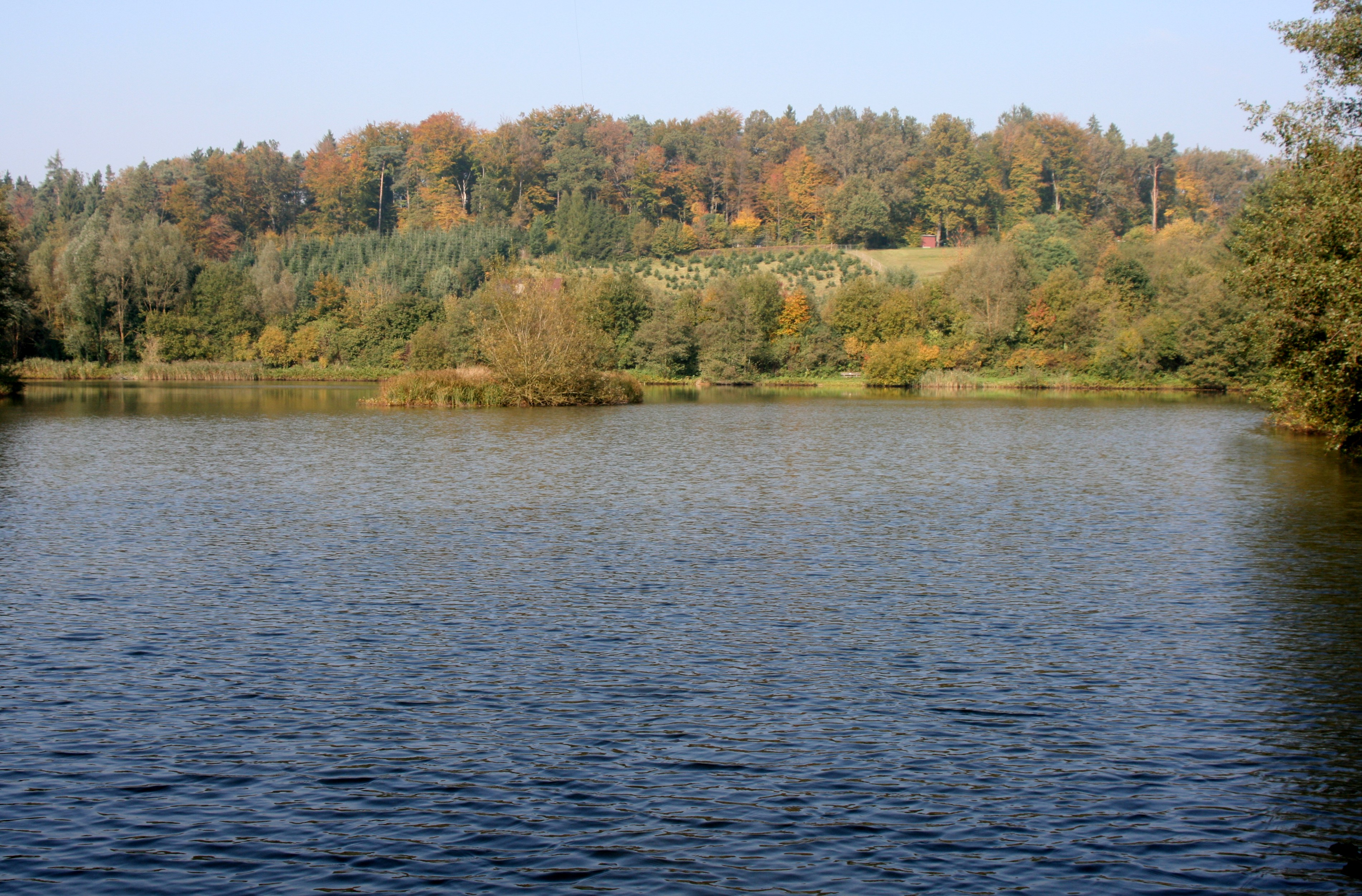
Mühlsee im Dachsbachtal südlich der Bundesstraße 39

Die Täler der Rot sowie des unteren Dachsbaches auf Finsterroter Gebiet sind seit 1991 ein Naturschutzgebiet. Eine ungefähr 1,5 ha große Schilffläche nördlich des Finsterroter Sees ist zudem seit 1986 als flächenhaftes Naturdenkmal geschützt.
Das Gebiet der ehemaligen Gemeinde ist mit einer Fläche von 191 ha relativ klein. Der Wald, der das Gebiet früher bedeckte, wurde im Lauf der Jahrhunderte bis auf wenige Reste gerodet. Ackerbau spielt wegen des kargen Bodens eine untergeordnete Rolle, sodass die Gemarkung heute größtenteils aus Grünland besteht.
Finsterrot liegt an der Bundesstraße 39, die in West-Ost-Richtung Heilbronn mit Schwäbisch Hall verbindet. Die Straße führte früher direkt durch den Hauptort, wurde aber 1853 auf eine etwas weniger steile Trasse an dessen Westseite verlegt. Die benachbarten Orte an der B 39 sind im Osten das zur Gemeinde Mainhardt im Landkreis Schwäbisch Hall gehörende Dorf Ammertsweiler, im Westen der zu Wüstenrot gehörende Weiler Weihenbronn. In Weihenbronn kreuzt die Landesstraße 1090 die B 39 und führt im Süden zum für die Gemeinde namengebenden Hauptort Wüstenrot, im Norden nach Neuhütten, beide ebenfalls Nachbarorte Finsterrots. Im Südosten grenzt die Finsterroter Gemarkung im Tal der Rot zudem an den zur Gemeinde Großerlach im Rems-Murr-Kreis gehörenden Weiler Hals.

## Geschichte

Wappen Wüstenrots mit dem Glastopf aus Finsterrot

Finsterrot wurde vermutlich um 1500 von dem hohenlohischen Sekretär Wendel Hipler als Rodungssiedlung bei einer Glashütte angelegt. Es gab vermutlich zwei Glashütten, eine im unteren Dachsbachtal zwischen der Mühle und der Mündung des Dachsbaches in die Rot, wo Flurnamen wie Glasklinge, Glaswald und Aschenbühl noch heute auf die ehemals hier angesiedelte Hütte hinweisen, und eine andere weiter oben im Dachsbachtal, im heutigen unteren Ortsteil von Finsterrot, auf die 1935 und 1963 bei Bauarbeiten gemachte Glasfunde hinweisen. Ein dort gefundener Glastopf schmückt das 1975 verliehene neue Wappen der Gemeinde Wüstenrot. Hipler hatte den Ort als Lehen der Grafen von Hohenlohe inne und nannte ihn Fischbach, wie sein Siegel von 1507 mit zwei Fischen im Bach und der Inschrift Wendel Hipler von Fischbach 1507 zeigt. 1511 ist in einer Urkunde der Grafen Georg und Albrecht von Hohenlohe erstmals von der Siedlung „an der vinstern Rodt“ die Rede, 1512 von der „Vinsterrot“.
Nach einem langjährigen Rechtsstreit Hiplers mit den Grafen von Hohenlohe und einer Auseinandersetzung mit dem Glashüttenmeister Ulrich Greiner aus dem benachbarten Stangenbach, dessen Haus Hipler 1519 überfallen hatte, verlor Hipler die Ortsherrschaft über Finsterrot an Greiner, der 1523 den Ort an sich brachte und 1528 von den Hohenloher Grafen in gleicher Weise wie zuvor Hipler mit den um Finsterrot gelegenen Gütern belehnt wurde. 1559 schließlich verkaufte Greiner alle seine Güter und Rechte im Ort für 3500 Gulden an den Grafen Ludwig Casimir von Hohenlohe-Neuenstein.

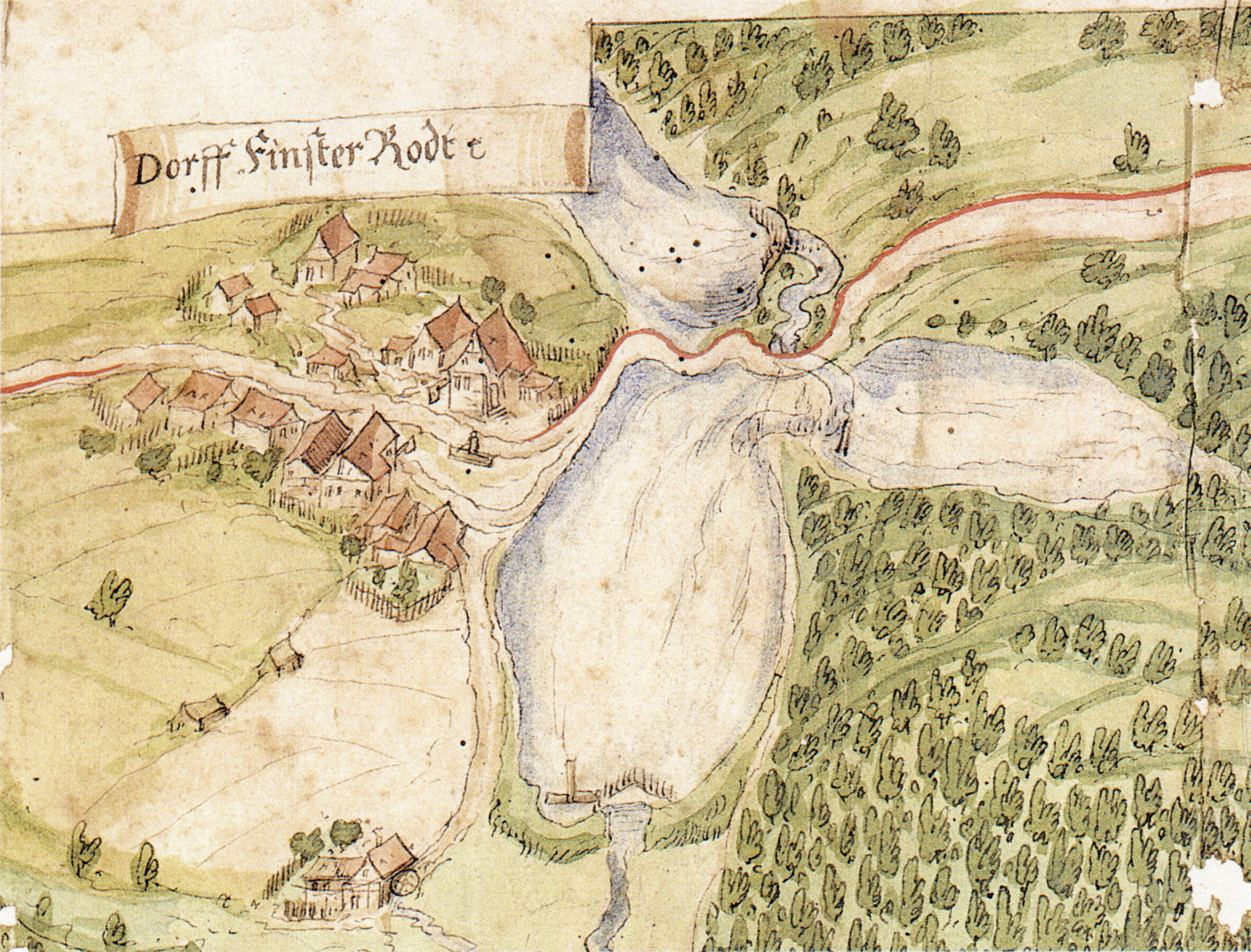
Finsterrot um 1500 auf einer Karte

Bis 1806 blieb Finsterrot hohenlohisch und ein Teil des Fränkischen Reichskreises, dann fiel es an das Königreich Württemberg, wo es bis 1808 dem Oberamt Neuenstein, dann bis 1810 dem Oberamt Öhringen und schließlich bis zu dessen Auflösung 1926 dem Oberamt Weinsberg zugeordnet wurde. Spätestens 1809 wurden mehrere umliegende Siedlungen, darunter Hals, Hasenhof, Laukenmühle, Ammertsweiler, Kutzenweiler und Weihenbronn, einer Schultheißerei mit Sitz in Finsterrot zugeordnet, aber schon vor 1828 wurden sie alle wieder abgetrennt.
Armut und ein durch Auswanderung vor allem in die USA verursachter Bevölkerungsrückgang prägten das 19. Jahrhundert in Finsterrot. 1856 kam Finsterrot, wie auch die anderen Vorgängergemeinden der heutigen Gemeinde Wüstenrot, auf Grundlage des Gesetzes über die Handhabung der Staatsaufsicht über verwahrloste Gemeinden unter direkte staatliche Verwaltung, die bis 1873 andauerte.
Nach Auflösung des Oberamtes Weinsberg im Jahr 1926 kam Finsterrot, seit 1806 im Grenzgebiet mehrerer Verwaltungseinheiten gelegen, wieder zum Oberamt Öhringen, bei einer erneuten Kreisreform 1938 schließlich zum Landkreis Schwäbisch Hall. Gefechte zwischen deutschen und amerikanischen Einheiten um die Reichsstraße (heute Bundesstraße 39) forderten gegen Ende des Zweiten Weltkriegs fünf Todesopfer und zerstörten 19 Wohngebäude und 21 Scheunen, bis nach dem Rückzug der deutschen Einheiten amerikanische Truppen den Ort am 18. April 1945 besetzten.
Nach Beseitigung der Kriegsschäden bis zum Beginn der 1950er-Jahre setzte eine rege Bautätigkeit ein, die Infrastruktur wie Straßen, Wasserversorgung und Kanalisation wurde verbessert und erweitert. Neubaugebiete sorgten für einen Anstieg der Bevölkerungszahl und eine Verbindung der Wohnplätze Berg und Dörfle. Die Kreisreform von 1973 ordnete Finsterrot im Vorgriff auf den am 1. Januar 1974 im Rahmen der baden-württembergischen Kommunalreform erfolgten Zusammenschluss mit den Nachbargemeinden zur neuen Gemeinde Wüstenrot schließlich dem Landkreis Heilbronn zu.

## Religionen

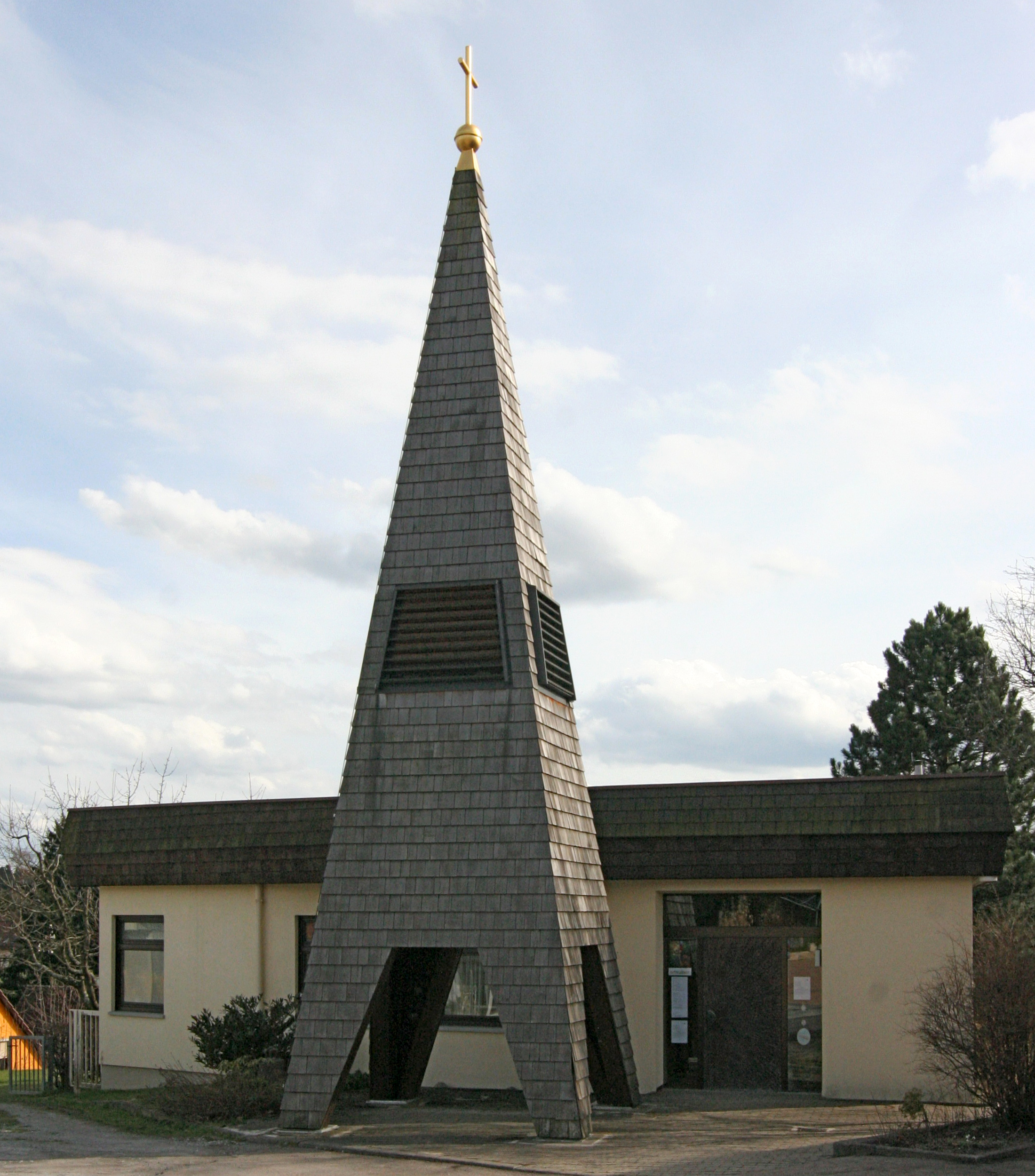
Evangelische Kirche Finsterrots

Finsterrot gehörte kirchlich anfangs zu Mainhardt. Wie der Rest Hohenlohes wurde Finsterrot mit der Einführung der Reformation im 16. Jahrhundert evangelisch. Spätestens seit 1567 war es dann bis 1851 Filial von Wüstenrot. In diesem Jahr wurde es von Wüstenrot gelöst und zusammen mit Neuhütten, das bis dahin Filial von Maienfels gewesen war, zu einem eigenen Pfarrbezirk erhoben. Der erste Geistliche nahm seinen Wohnsitz 1851 in Finsterrot. Da es im Ort keine Kirche gab, hielt man die Gottesdienste im Schulhaus ab. Nach langen Streitereien zwischen Finsterrot und Neuhütten um Kirche, Pfarrsitz und Pfarrerswohnung ordnete ein ministerieller Erlass vom 11. November 1856 die Verlegung des Pfarrsitzes ins größere Neuhütten an. Das 1831 erbaute Finsterroter Schulhaus wurde mit Staatshilfe zu einem Betsaal umgebaut und am 15. November 1857 als evangelische Kirche geweiht. Eine gründliche Renovierung 1957 konnte den Zerfall des Gebäudes nicht verhindern; es wurde 1980 abgebrochen und 1981 durch einen Neubau ersetzt. Die evangelische Kirche ist außerdem durch ein vor allem im Sommer genutztes Jugendfreizeitheim präsent, das das Evangelische Jugendwerk Weinsberg in der Nähe des Finsterroter Sees betreibt.
Die in Finsterrot ansässigen Katholiken gehören seit 1990 zur Kirchengemeinde (Obersulm-) Affaltrach, die in Neuhütten über die St.-Barbara-Kirche verfügt.

## Ortschaftsrat und Ortsvorsteher
Finsterrot ist im rechtlichen Sinne eine Ortschaft innerhalb Wüstenrots mit einem Ortschaftsrat, der sechs Mitglieder hat. Auf den Vorschlag des Ortschaftsrates hin wählt der Wüstenroter Gemeinderat einen ehrenamtlichen Ortsvorsteher Finsterrots. Diese Gremien sind zu wichtigen die Ortschaft betreffenden Angelegenheiten zu hören.

## Wappen
Die Blasonierung des Finsterroter Wappens lautet: „In Rot ein silberner (weißer) Wellenschrägbalken, belegt mit zwei blauen Fischen.“ Die Flagge Finsterrots war weiß-rot. Das Wappen und die Flagge wurden am 7. Dezember 1961 genehmigt.
Das Wappen geht auf ein Siegel Wendel Hiplers mit zwei Fischen im Bach zurück, das dieser nach seinem von ihm Fischbach genannten Besitz im heutigen Finsterrot 1507 führte.

## Bauwerke
Wichtigstes Baudenkmal Finsterrots ist das Gasthaus zum Waldhorn, ein im 17. Jahrhundert als hohenlohisches Zollhaus erbauter zweigeschossiger Zierfachwerkbau mit gemauertem Sockelgeschoss. Mit der Verlegung der Durchgangsstraße durch Finsterrot im Jahr 1853 wurde auch der Haupteingang des Gasthauses von der Nord- auf die Südseite an die neue Straßentrasse verlegt. Der ursprüngliche Haupteingang mit einem auf Holzsäulen gestützten Vorbau über einer doppelarmigen Freitreppe befindet sich seitdem auf der Gebäuderückseite an der Alten Straße. Schräg gegenüber vom Waldhorn befindet sich an der Alten Straße noch ein steinerner Galgenbrunnen von 1731 mit aufgesetztem Wappen der Familie von Olnhausen über einem runden Steintrog.
Der Finsterroter Friedhof liegt auf dem südlichen Höhenrücken zum Rottal hin, zwischen dem Wohnplatz Binsenhof im Westen und einem Einzelgehöft im Osten. Er wurde 1676 angelegt und wird im Norden und Osten teilweise noch von einer alten Sandsteinquader-Mauer begrenzt. Der alte Eingang im Osten besteht aus einem hohen Segmentbogen.
Die evangelische Kirche mit einem auffälligen, separat stehenden kleinen Glockenturm aus Holz wurde 1981 an Stelle eines 1980 abgebrochenen Bethauses von 1831/1857 (1831 als Schul- und Rathaus erbaut, 1857 zum Bethaus umgebaut) errichtet. Vom Vorgängerbau wurden zwei Glasfenster von 1957 und eine 1783 von Johann Georg Lösch aus Morsbach gefertigte Glocke übernommen. Ein Brand zerstörte am 18. April 2002 den Glockenturm, der 2003 originalgetreu wiederhergestellt wurde. Die beim Brand beschädigte Glocke von 1783 steht seitdem neben dem Turm.

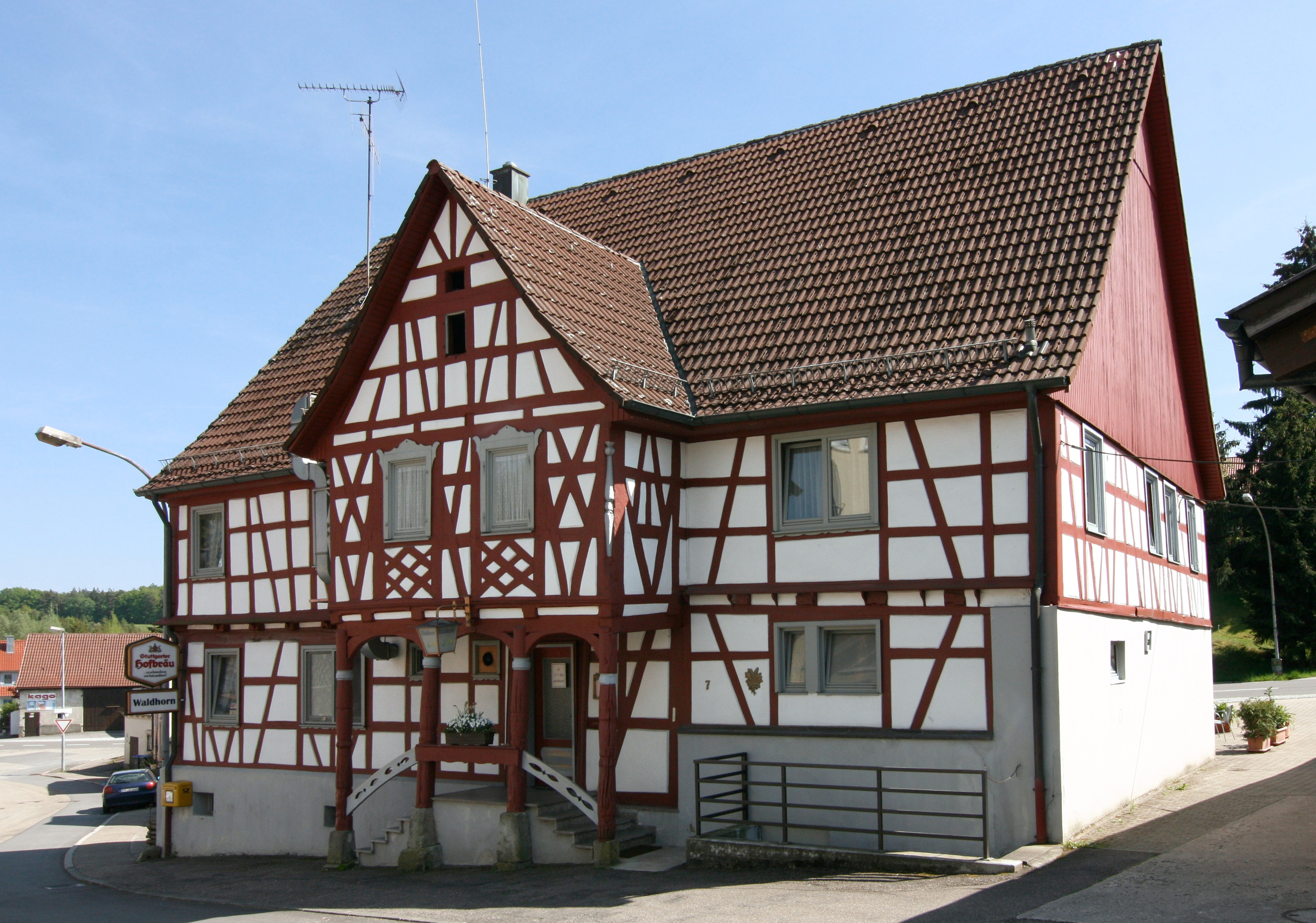
Gasthaus Waldhorn (Nordseite)
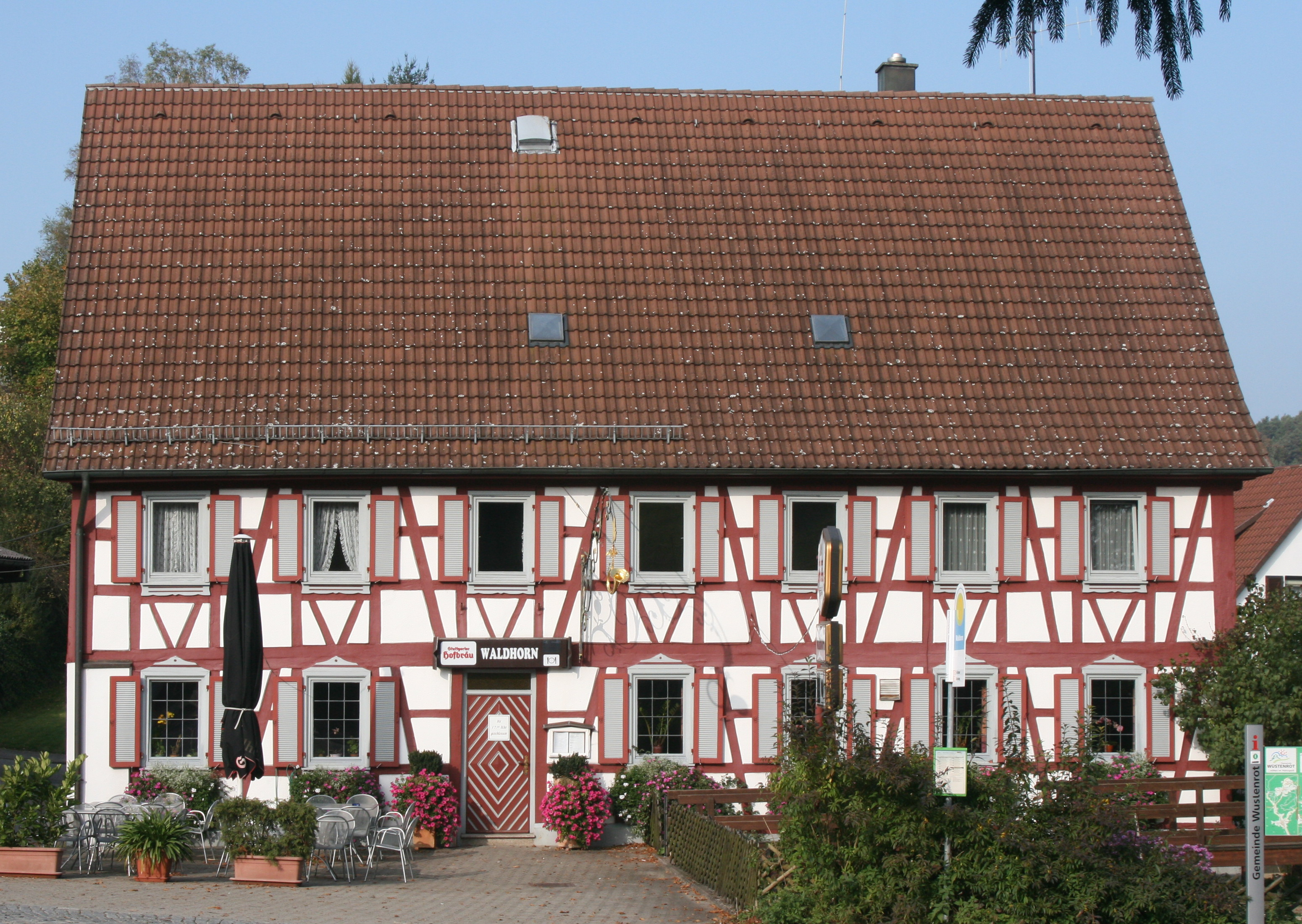
Gasthaus Waldhorn (Südseite)
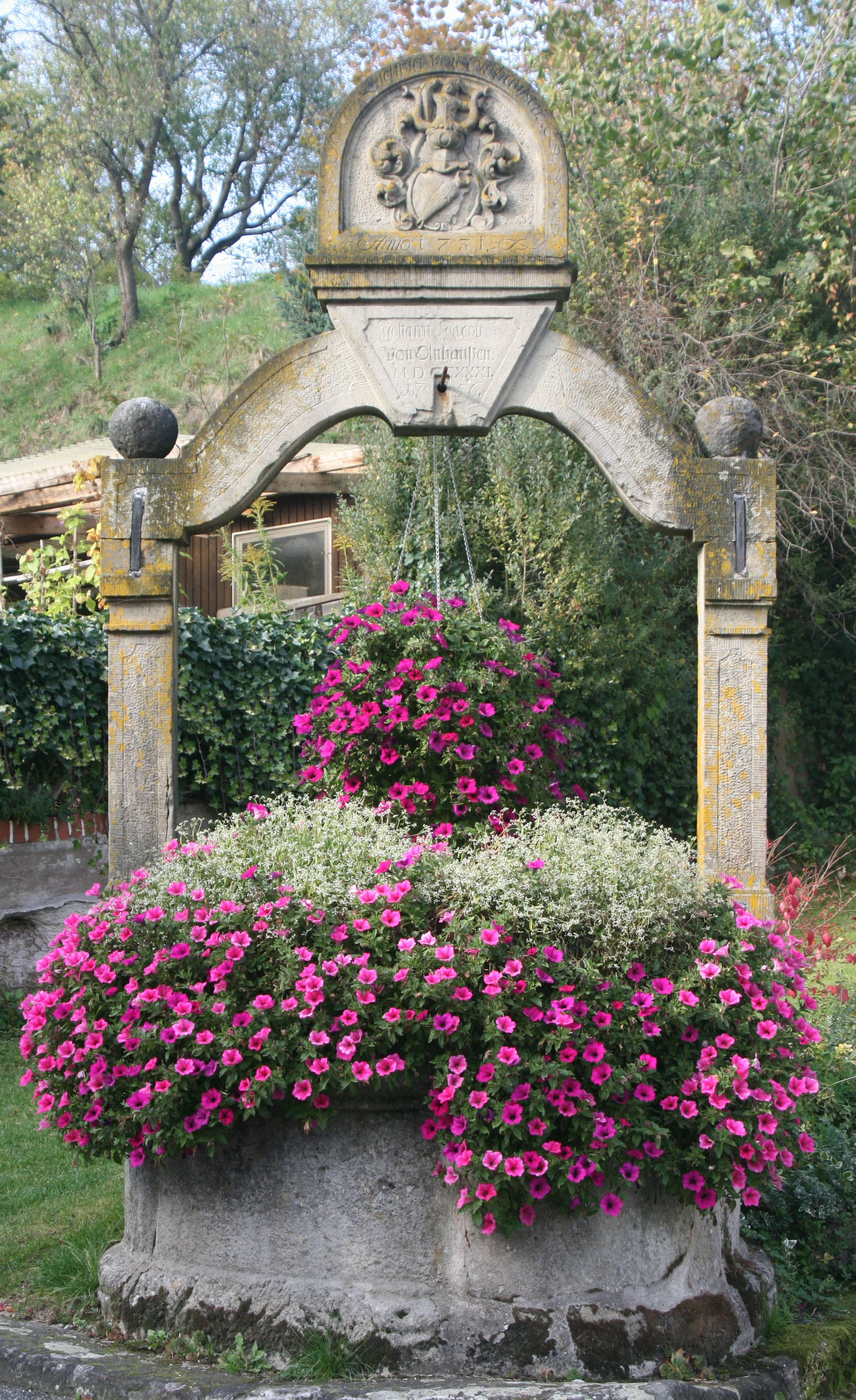
Brunnen von 1731
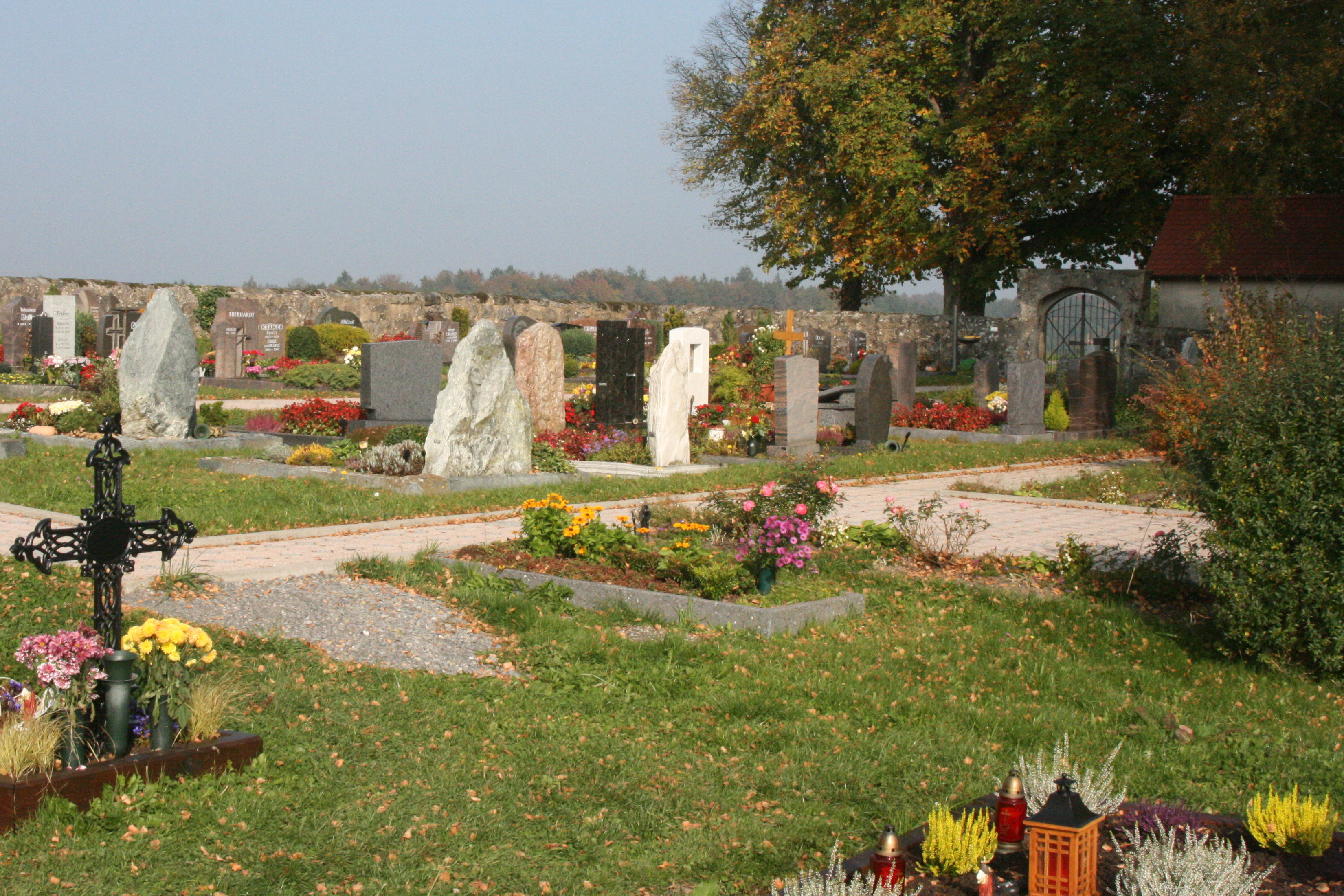
Friedhof
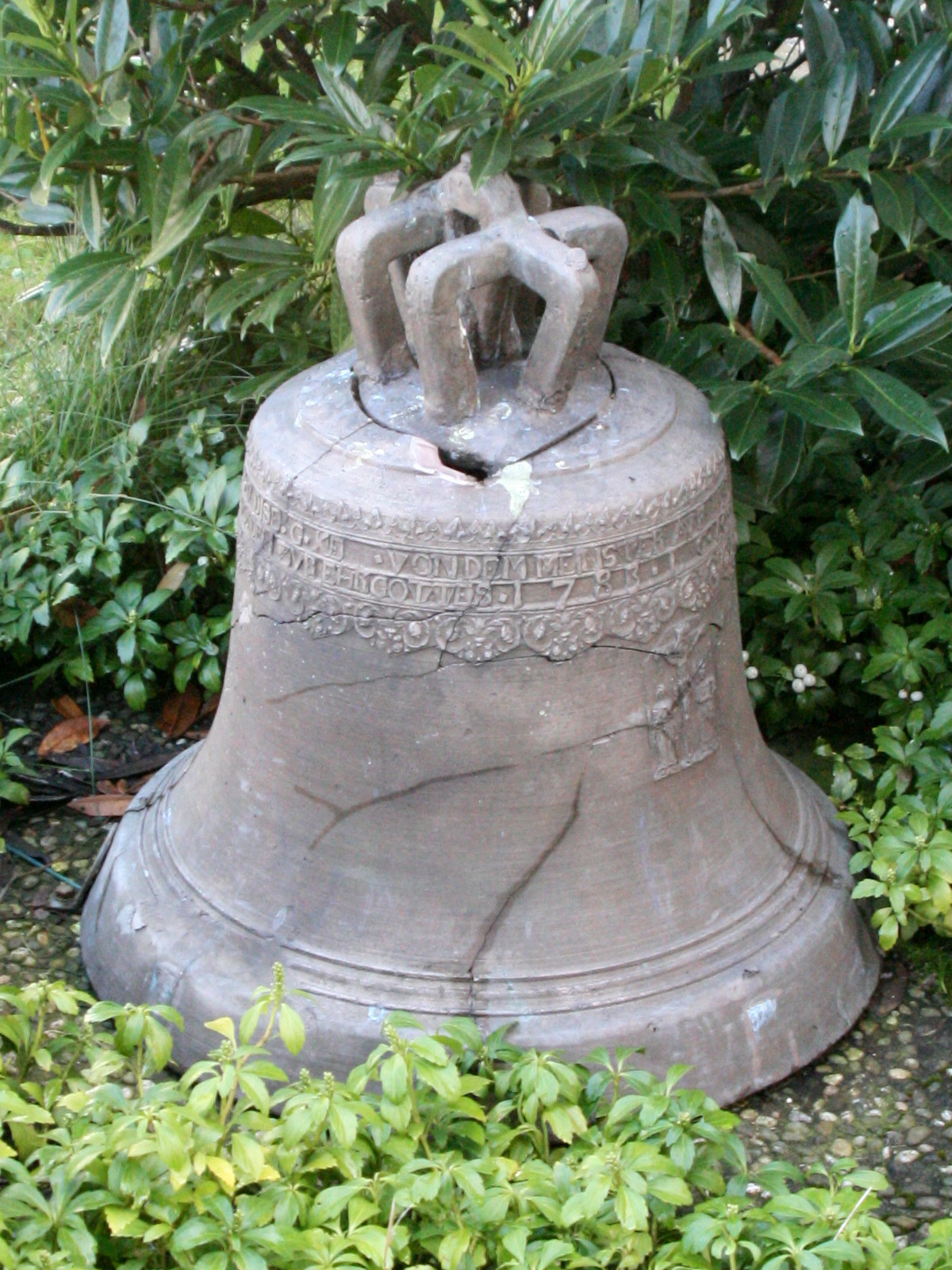
Beschädigte Glocke von 1783

## Persönlichkeiten
- Karl Hermann (* 21. Juni 1888 in Finsterrot; † 25. Dezember 1961 in Möckmühl), Pädagoge und Heimatforscher